# Regisseur
Ein Regisseur (von französisch régisseur, régir ‚leiten‘), auch Spielleiter genannt, führt Regie und ist damit traditionell neben dem Schauspieler die entscheidende Person bei der Aufführung von Werken der darstellenden Kunst. Als Alternative zur Zentralgewalt des Regisseurs wurden verschiedene Ansätze von (mehr oder weniger) gleichberechtigten Regieteams entwickelt.
Es gibt den Bühnenregisseur für Theater, Musical, Oper, Operette und andere Bühnen-Werke, den Filmregisseur für die Filmkunst, den Hörspielregisseur für Hörspiele und künstlerisches Feature, den Fernsehregisseur für Fernsehsendungen und den Dialogregisseur bei der Synchronisation von Filmen und Fernsehserien, der die einzelnen Synchronsprecher koordiniert. Der Regisseur eines Tanzes – beispielsweise im klassischen, Ausdrucks- oder zeitgenössischen Tanz – heißt Choreograf. Das gemeinsame dieser verschiedenen Regietätigkeiten ist die Verantwortung für die künstlerische Gestaltung eines Projekts, das in der Regel auf einer schriftlichen Vorlage basiert.

## Tätigkeitsbereich

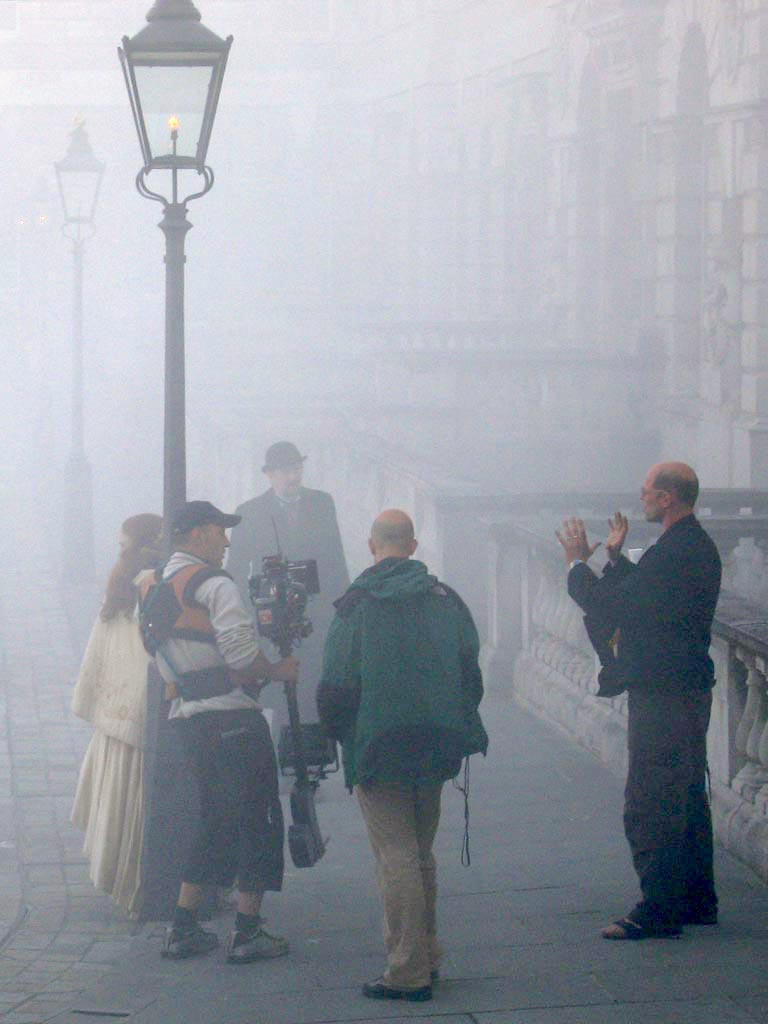
Ein Filmregisseur (rechts) gibt letzte Anweisungen vor der nächsten Aufnahme

Regie zu führen, bedeutet die Verantwortung für die künstlerische Inszenierung einer Produktion zu tragen. Wer Regie führt hat daher einen erheblichen Anteil des Urheberrechts am entstandenen Werk. In der Regel ist das allgemeine oder sogar das ausschließliche Nutzungsrecht durch vertragliche Vereinbarungen bereits im Vorfeld an das Theater bzw. den Produzenten abgetreten. Beim Film haben Regisseure mehrere Mit-Urheber, hierzu zählen: Kameramann (der im Englischen zutreffender als Director of Photography, also als Bildregisseur bezeichnet wird), Filmeditor, und Schöpfer vorbestehender Werke, wie Drehbuchautor und Filmkomponist. Auch die Interpretation eines Drehbuchs, Theaterstücks, eines Musiktheaterwerks bzw. eines Produktionsmanuskriptes (Hörspiel, Feature) zählt zu den Aufgaben der Regie, ebenso wie die Ausarbeitung oder Überarbeitung der Vorlage (oft in Rücksprache mit dem Autor und/oder dem Dramaturgen).
Die Anpassung des künstlerischen Entwurfes an die ökonomisch-organisatorischen Möglichkeiten wird vom Regisseur in Zusammenarbeit mit dem Produzenten (siehe Theaterproduzent oder Filmproduzent) bzw. der Theaterleitung sowie anderen Verantwortlichen vorgenommen. Außerdem wird vom Film-Regisseur in Rücksprache mit dem Besetzungsbüro die Auswahl der Darsteller und manchmal auch des Weiteren technisch-künstlerischen Stabes vorgenommen. Im Bereich Theater, insbesondere an subventionierten Häusern mit festem Ensemble, ist die Mitwirkung des Regisseurs bei der Besetzung der Rollen, insbesondere an kleineren und mittleren Häusern, eingeschränkt und obliegt in erster Linie der künstlerischen Leitung des jeweiligen Theaters.
Bei der Umsetzung des Projektes unterscheiden sich die Aufgaben eines Regisseurs je nach Medium. Unabhängig davon bleibt eine zentrale Aufgabe des Regisseurs die Anleitung und Unterstützung der Darsteller bei der Ausgestaltung ihrer Charaktere.
Theaterregisseure sind in der Regel freischaffend. Eine Ausnahme bilden Oberspielleiter und Schauspieldirektoren sowie Hausregisseure, die im Festengagement an einem Theater arbeiten. Durchschnittlich inszenieren Regisseure 3–5 Stücke pro Spielzeit (an einer Produktion wird zirka 6–8 Wochen gearbeitet). Die Gage ist frei verhandelbar; sie richtet sich nach der Erfahrung, den vorzuweisenden Erfolgen und dem Image des Regisseurs, die zusammen genommen seinen „Marktwert“ ausmachen. Weniger erfolgreiche Regisseure bekommen entsprechend weniger Inszenierungsangebote und geringere Gagen.

### Voraussetzungen
Voraussetzungen für die Regietätigkeit ist eine Kombination aus vielen verschiedenen Fähigkeiten. Die Fähigkeit, künstlerische und technische Mitarbeiter zu motivieren, zu leiten und koordinieren zählt ebenso dazu wie dramaturgische, darstellerische, sprachliche, musikalische und visuelle Elemente zu einem Filmwerk bzw. zu einem Theater-/Opernabend zusammenzufügen. Erfahrungen als Assistent, Darsteller oder in einem fachnahen Beruf sind ebenso hilfreiche Voraussetzungen wie die Möglichkeit häufiger Theaterbesuche sowie Kenntnisse des Bühnenrepertoires sowie neuer Stücke. Eine fachspezifische Ausbildung ist nicht vorgeschrieben.

„Er ist Vater und Mutter, Priester, Psychologe, Freund, Autor, Schauspieler, Photograph, Kostümbildner, Elektronikfachmann, Musiker, graphischer Künstler und spielt noch ein Dutzend andere Rollen.“

Der Ausbildungsgang ist nicht einheitlich geregelt; Filmregie kann in Deutschland an verschiedenen Filmhochschulen studiert werden. Theaterregisseure werden an vergleichbaren Instituten ausgebildet (zum Beispiel an der Hochschule für Schauspielkunst Ernst Busch in Berlin, an der Akademie für Darstellende Kunst Baden-Württemberg und der Hochschule für Musik und Darstellende Kunst Frankfurt am Main). Die Zugangsvoraussetzungen sind von Hochschule zu Hochschule unterschiedlich; eine Aufnahmeprüfung ist meist vorgeschrieben. An vielen Hochschulen gibt es ein Mindestalter, das zwischen 17 und 21 Jahren liegt. Vorherige Praxiserfahrung, zum Beispiel als Regiepraktikant oder Regieassistent, ist zumeist erwünscht und erhöht die Aufnahmechancen. Eine Alternative zum Studium und bis heute üblicher ist die direkte praktische Aneignung der erforderlichen Kenntnisse und Fähigkeiten über eine Tätigkeit als Regiepraktikant bzw. Regieassistent bei einer Filmproduktion.

### Kritik
Die Rolle des Regisseurs besteht heute weniger darin, ein Stück lediglich inszenatorisch „umzusetzen“, sondern vielmehr eine eigene (notwendig subjektive) Interpretation zu erarbeiten und der Inszenierung eine unverwechselbare ästhetische Prägung zu verleihen. Das ist einerseits Ausdruck einer Emanzipation dieses Berufes vom bloßen Nachschöpfen, andererseits birgt es die Gefahr einer Originalitätssucht in sich. Um unter den Gesetzen des Marktes interessant zu bleiben, kultivieren manche Regisseure ihre Regiehandschrift heute regelrecht zum Markenzeichen, das auf den ersten Blick wiedererkennbar sein soll. Dies hat die zum Teil erbittert geführte Debatte um das sogenannte „Regietheater“ hervorgerufen.

## Frauen im Regieberuf
Der Regieberuf ist sowohl im Theater wie auch in Film und Fernsehen bis vor wenigen Jahrzehnten eine reine Männer-Domäne gewesen. Noch heute stammen an den deutschen Theatern nur 30 Prozent der Regiearbeiten von Frauen (Stand 2018), und sie werden auch häufig schlechter bezahlt als die Arbeiten ihrer männlichen Kollegen. Auch im Film gibt es vergleichsweise wenige international bekannte und erfolgreiche Regisseurinnen  wie etwa Sofia Coppola, Jane Campion, Kathryn Bigelow, Greta Gerwig und die deutschen Regisseurinnen Maren Ade und Maria Schrader. Nach einer Erhebung des Nachrichtenmagazins Der Spiegel wurden noch 2015 lediglich 15,7 % aller Filme von Frauen gedreht. 2010 gewann nach 81 Jahren erstmals eine Frau den Oscar für die beste Regie: Kathryn Bigelow für Tödliches Kommando – The Hurt Locker. Inzwischen kamen zwei weitere Frauen dazu, die ihre Auszeichnung in aufeinanderfolgenden Jahren erhielten.
Die Kulturjournalistin Christina Haberlik legte 2010 eine Untersuchung über die „Regie-Frauen“ im deutschen Theater vor. Darin ordnet sie die wichtigsten Regisseurinnen seit den 1950er Jahren vier Generationen zu: 1. „die Pionierinnen“ (etwa Ruth Berghaus, Helene Weigel, Ida Ehre und Ruth Drexel); 2. „die Durchsetzerinnen“ (hierzu zählt sie die in den 1950er Jahren geborenen Regisseurinnen Anna Badora, Andrea Breth, Konstanze Lauterbach und Karin Neuhäuser); die 3. Generation beschreibt sie mit der Frage „Angekommen?“ (hierzu zählen etwa Barbara Frey, Katie Mitchell, Christiane Pohle, Karin Henkel und Tina Lanik), und schließlich die 4. Generation: „Regisseurinnen von (heute und) morgen“: Friederike Heller, Felicitas Brucker, Bettina Bruinier, Yael Ronen, Jette Steckel und andere.
Als Anna Bergmann 2017 Schauspieldirektorin am Badischen Staatstheater Karlsruhe wurde, erregte sie Aufsehen, weil sie die Regie-Positionen für ihre erste Spielzeit ausschließlich mit Frauen besetzte.